# 科瓦赫拉
科瓦赫拉（阿拉伯语：عيدمون，英语：Kouachra、Kaweishra或Kavashra），是黎巴嫩阿卡省的一个村，位于贝鲁特以北约131公里，的黎波里以北38公里。

## 位置
科瓦赫拉位于阿卡縣，靠近阿奎耶，距离的黎波里约一个小时车程。村子地势平坦，海拔700到800米。村子里有一个小型人工湖。

## 人口
科瓦赫拉大约有2800人，大部分是逊尼派土耳其人，多数居民是农民。村民普遍支持未来运动党。
由于居民大多数是土耳其族，土耳其总理雷杰普·塔伊普·埃尔多安于2010年访问科瓦赫拉。科瓦赫拉获得土耳其发展援助和资金（包括土耳其大学奖学金）。
根据当地一位居民的说法：“奥斯曼帝国结束黎巴嫩的统治后，我们决定留在我们的土地上，仍然保留着土耳其语和土耳其传统。”
该村收留数百名逃离叙利亚内战的土耳其裔敘利亞人。